# Centlai Mocsarak Bioszféra-rezervátum
A Centlai Mocsarak Bioszféra-rezervátum (spanyolul: Pantanos de Centla) Dél-Mexikó egyik természetvédelmi területe. 1995 óta a Ramsari egyezmény is védi.

## Földrajz
A centlai mocsarak Észak- és Közép-Amerika legnagyobb kiterjedésű vizes élőhelye, de a teljes amerikai földrészen is benne van a 15 legnagyobb között. A bioszféra-rezervátum több mint 300 000 hektáros területén rendkívül nagy a biodiverzitás, főként a madárvilág értékes. A védett terület legnagyobb része Tabasco államhoz, azon belül Centla, Jonuta és Macuspana községekhez tartozik, míg keleti része átnyúlik Campeche állam Palizada községébe is.
A lényegében sík terület legfőbb folyója az Usumacinta és a Grijalva, ezek mellett pedig számos állóvíz, holtág, sziget, lápos terület és mangroveerdő biztosítja az élőhelyek változatosságát.
Területén összesen 19 régészeti lelőhelyet tártak fel, köztük az egykori maja-csontál főváros, Potonchán romjait. Az ezen emlékeket felkeresők mellett jelentős az ökoturizmus céljából ide érkezők száma is.

## Élővilág
A terület élővilága igen gazdag és változatos; magában foglalja egyebek közt a világ egyik legnagyobb várzeaerdejét.[forrás?] Endémikus állatfajai a Beryll-amazília, a yucatáni indigószajkó, az aranytrupiál, a Tlalocohyla smithii nevű levelibéka-féle és a Sceloporus chrysostictus nevű békagyíkféle, endémikus növénye a Morinda yucatanensis nevű buzérféle.
Reprezentatív növényei a Bucida buceras nevű mirtuszvirágú, a vörös mombin, a Tabebuia rosea nevű szivarfaféle, a Lonchocarpus hondurensis, a Pithecellobium lanceolatum és a Vatairea lundellii nevű pillangósvirágú, a Bursera simaruba és a Cedrela odorata nevű szappanfavirágú, a Calophyllum brasiliense, a Swietenia macrophylla nevű mahagóni, a vörös mangrove, az Avicennia germinans, a Conocarpus erectus és a Laguncularia racemosa nevű mangrove, a Acoelorraphe wrightii nevű pálmaféle, a gyapotfa, a mexikói szabalpálma, a széleslevelű gyékény, a közönséges vízijácint, a Nymphaea ampla nevű tündérrózsa, az éles télisás jamaicense alfaja, a parti pocsolyafa és a Guazuma ulmifolia nevű mályvaféle.
A reprezentatív állatfajok a kilencöves tatu, a karibi manátusz, a jaguár, az ocelot, a mellényes bőgőmajom, a fehérfarkú szarvas, a hosszúfarkú vidra, a mosómedve, a jabiru, az erdei gólya, a kanálcsőrű bakcsó, a rózsás kanalasgém, a pézsmaréce, a piroscsőrű fütyülőlúd, a kékszárnyú réce, a királygém, a csupasztorkú tigrisgém, a gyűrűs halkapó, az óriásguvat, a mangrovegém, a nagy kócsag, az északi jasszána, a bóbitás karakara, a vándorsólyom, a hóbatla, a brazil kárókatona, a halászsas, a szalagos csigászkánya, a Tabasco-teknős, a fehérszájú iszapteknős, a közönséges ékszerteknős, a nagyfejű iszapteknős, a nagy keresztmellűteknős, az aligátorteknős, a barázdált földiteknős, a zöld leguán, az andoki lándzsakígyó, a csíkos baziliszkusz, a púpos krokodil, a Centropomus undecimalis és a Petenia splendida nevű sügéralakú, a Cichlasoma fenestratum és a Cichlasoma urophthalmus nevű bölcsőszájúhal-féle, az Atractosteus tropicus nevű kajmánhalféle, valamint a Macrobrachium acanthurus és a Macrobrachium carcinus nevű négyollós garnélarák.

## Képek

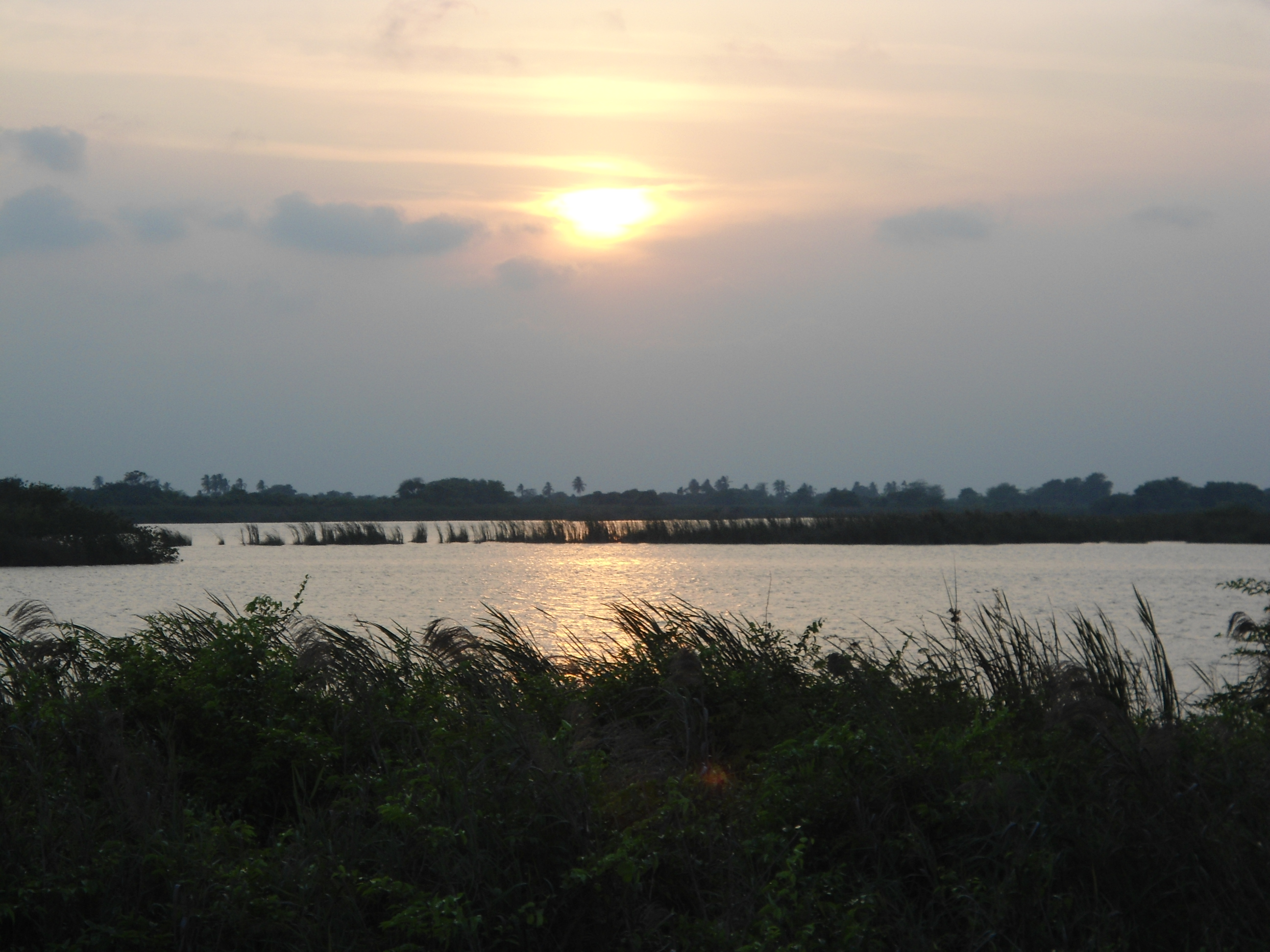
Naplemente
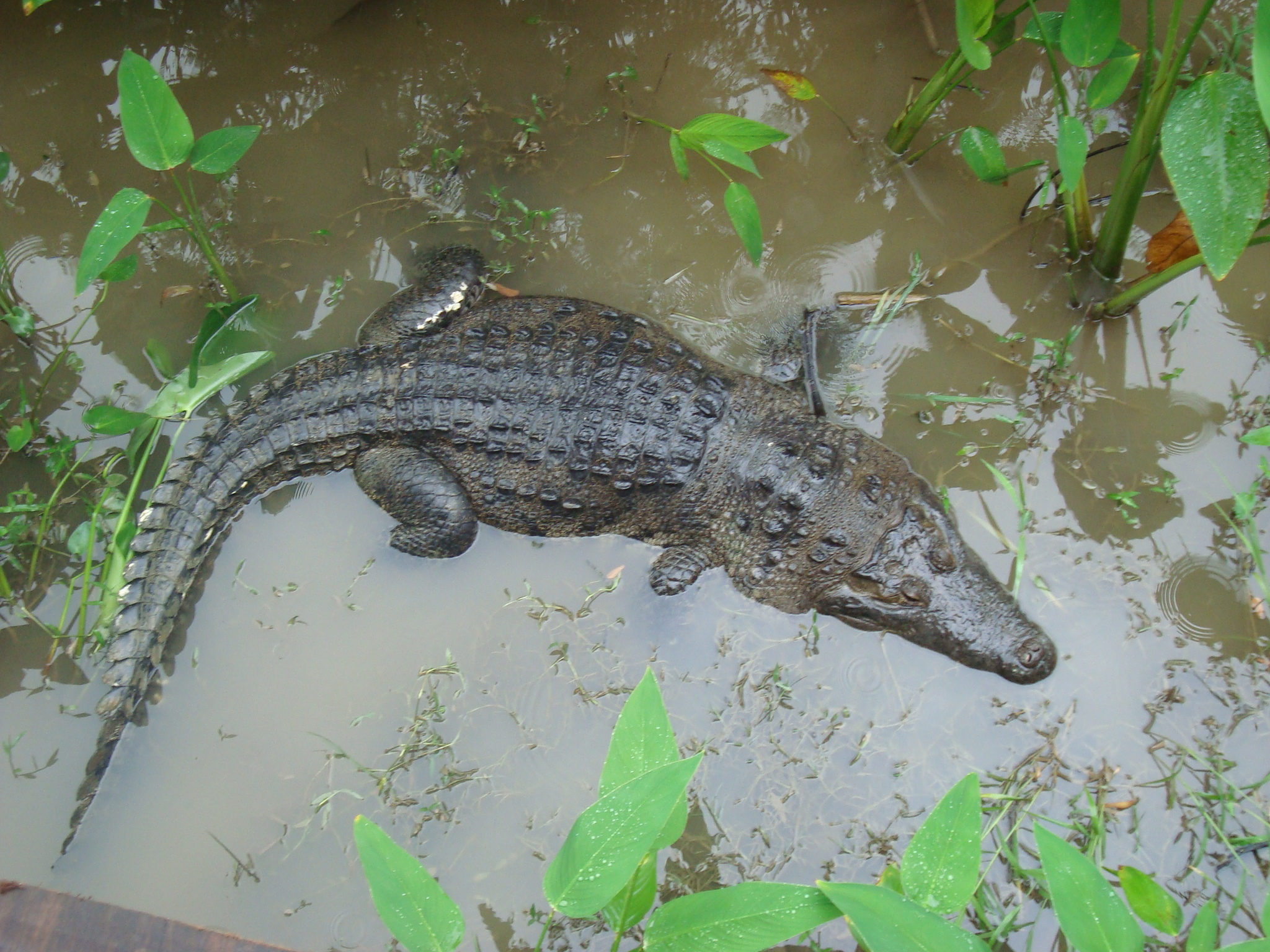
Púpos krokodil
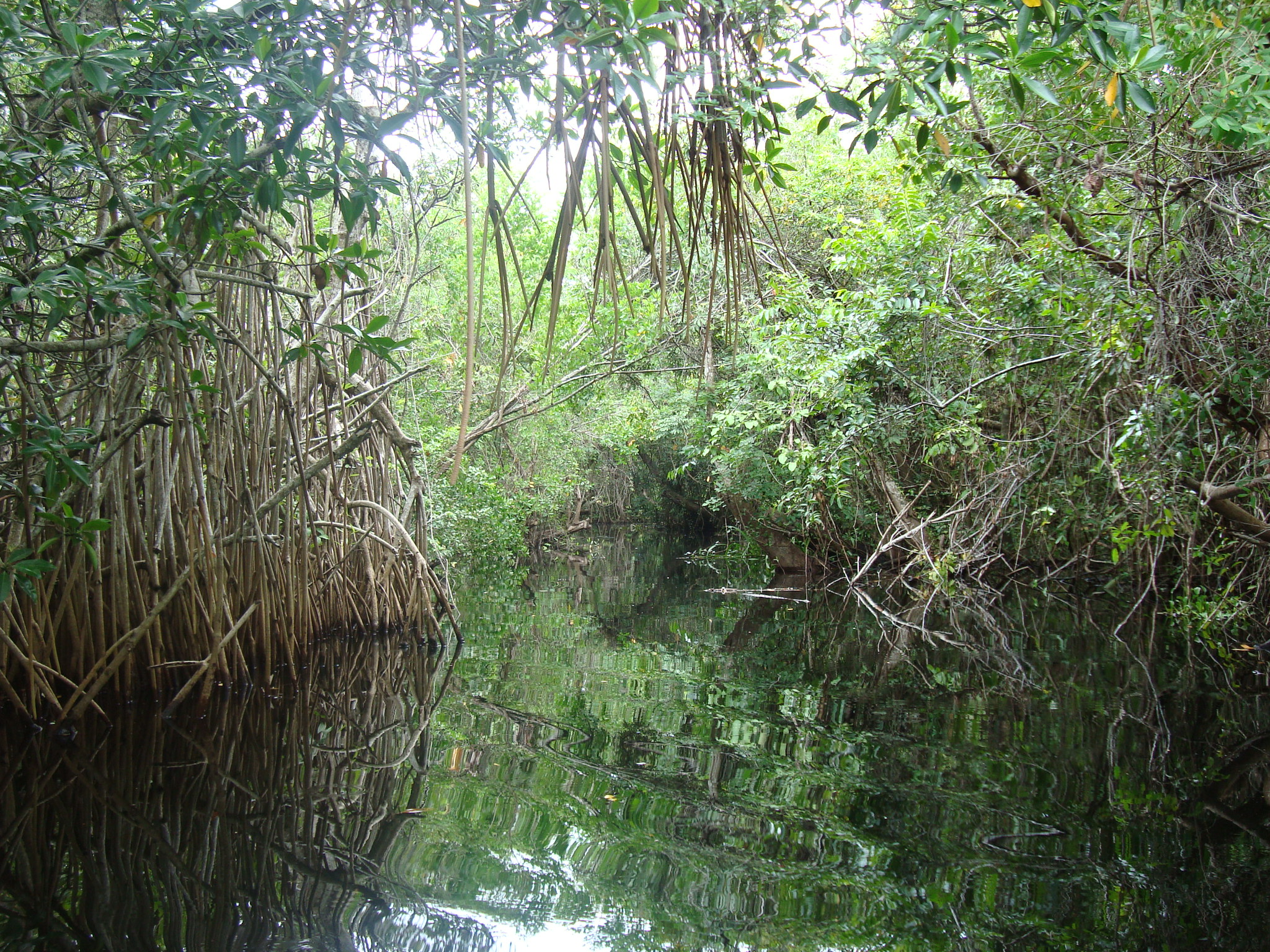
Sűrű növényzet egy csatorna partján
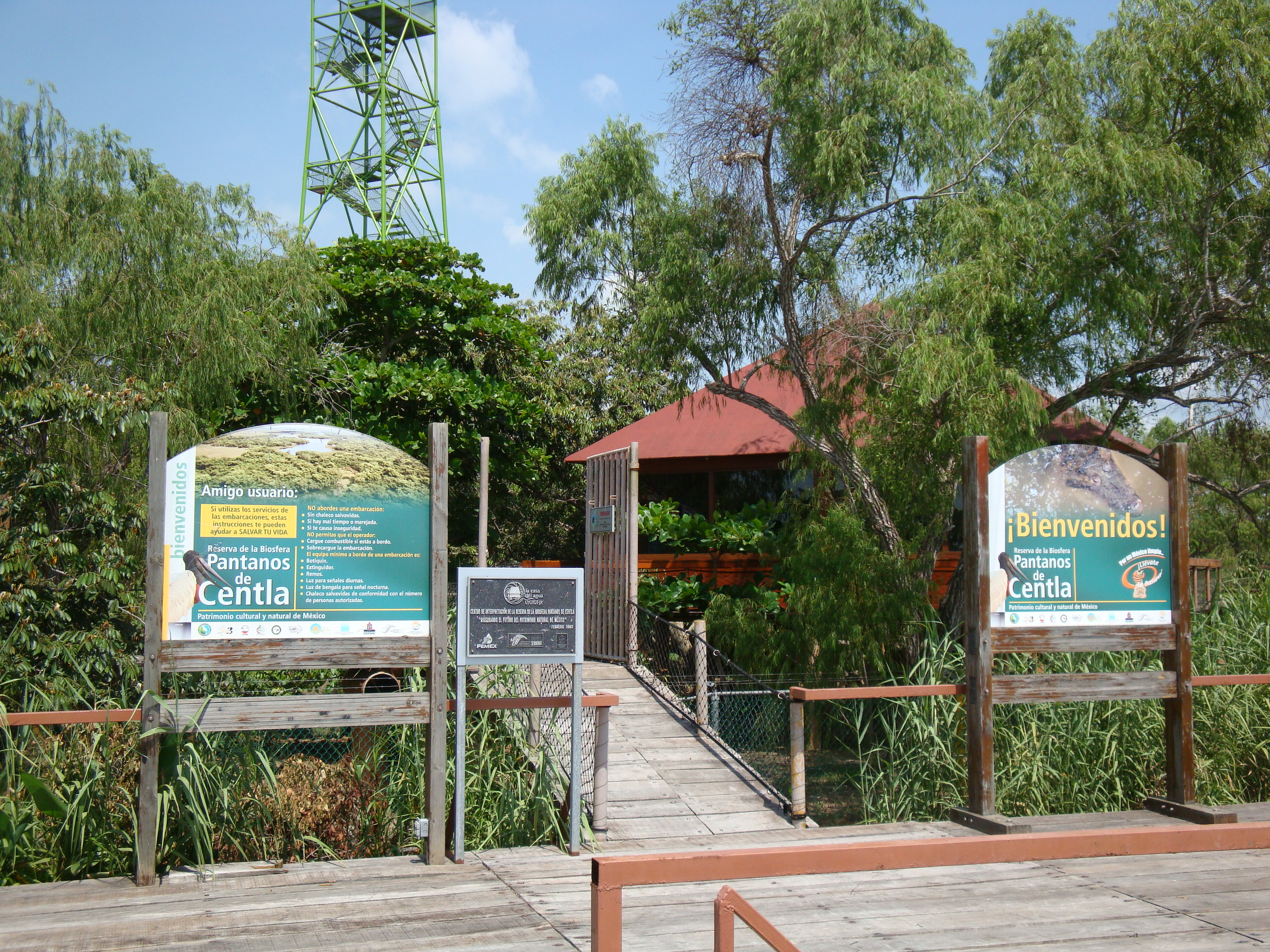
Turisztikai létesítmények